# Trboušany
Trboušany är en ort i Tjeckien.   Den ligger i regionen Södra Mähren, i den sydöstra delen av landet, 190 km sydost om huvudstaden Prag. Trboušany ligger 211 meter över havet och antalet invånare är 354.
Terrängen runt Trboušany är platt åt sydost, men åt nordväst är den kuperad.Runt Trboušany är det ganska tätbefolkat, med 120 invånare per kvadratkilometer. Närmaste större samhälle är Brno, 19,2 km nordost om Trboušany. Trakten runt Trboušany består till största delen av jordbruksmark.